# Giuseppe Zucchi
Giuseppe Carlo Zucchi (* 1721 oder um 1732 in Venedig; † 1805 ebenda) war ein italienischer Kupferstecher und Radierer.

## Biografie
Giuseppe Zucchi war ein  Sohn des Kupferstechers  Francesco Zucchi und Bruder des Malers Antonio Zucchi. Er lernte in Venedig bei Francesco Zugno und arbeitete dann als Assistent seines Vaters. 1666 ging er zusammen mit seinem Bruder nach London, wo er für Robert Adam (1728–1792) und James Adam (1732–1794) die Kupferplatten für deren Bücher erstellte. 1779 kehrte er nach Italien zurück und wurde Professor an der Akademie der schönen Künste in Rom. Seine Schriften Memorie cronologiche della famiglia (1786) und Memorie istoriche di Maria Angelica Kauffmann Zucchi (1788) wurden von Giovanni Giacomo de Rossi als Quelle für seine Biografie der Malerin Angelika Kauffmann genutzt.